# The Devil Rides Out
The Devil Rides Out es una película británica de 1968 dirigida por Terence Fisher y protagonizada por Christopher Lee, Charles Gray, Niké Arrighi y Leon Greene.
Es considerada una de las mejores películas de Fisher, y fue la última película producida por Seven Arts Productions después de que la empresa se fusionara con Warner Bros.

## Sinopsis
Ambientada en Londres y el sur de Inglaterra en 1929, la historia encuentra al erudito Nicholas, duque de Richleau (Christopher Lee), investigando las extrañas acciones de su protegido, el hijo de un difunto amigo, Simon Aron (Patrick Mower), que tiene una casa repleta de extrañas marcas y un pentagrama. Rápidamente deduce que Simon está relacionado con el ocultismo. De Richleau y su amigo Rex Van Ryn (Leon Greene) consiguen rescatar a Simon y a otra joven iniciada, Tanith (Niké Arrighi), de una secta de adoradores del diablo. Durante el rescate, interrumpen una ceremonia del Primero de Mayo en la llanura de Salisbury, en la que el Diablo aparece bajo la apariencia de Baphomet. Ahora que están implicados, tendrán que tratar de salvar sus vidas y las de Tanith y Simon.

## Reparto
- Christopher Lee – Nicholas, Duque de Richleau
- Charles Gray – Mocata
- Niké Arrighi – Tanith Carlisle
- Leon Greene – Rex Van Ryn
- Patrick Mower – Simon Aron
- Gwen Ffrangcon-Davies – Condesa d'Urfe
- Sarah Lawson – Marie Eaton
- Paul Eddington – Richard Eaton
- Rosalyn Landor – Peggy Eaton
- Russell Waters – Malin
- Eddie Powell – Baphomet